# Blindage incliné
 (juillet 2022).
Si vous disposez d'ouvrages ou d'articles de référence ou si vous connaissez des sites web de qualité traitant du thème abordé ici, merci de compléter l'article en donnant les références utiles à sa vérifiabilité et en les liant à la section « Notes et références ».
Pour les articles homonymes, voir Blindage.
Pour un article plus général, voir Blindage (mécanique).

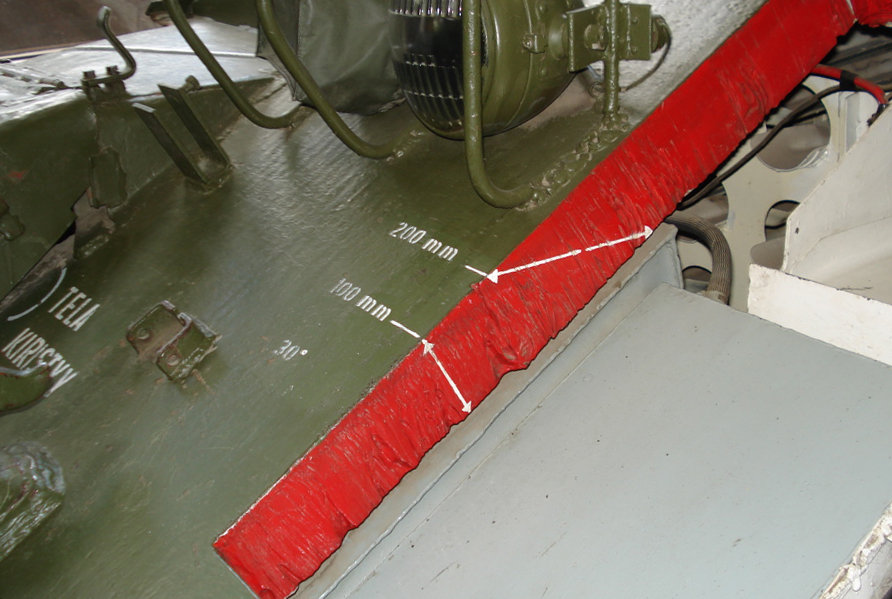
Blindage incliné à 30° sur la face avant du char soviétique T-54, ici découpé pour une exposition

Un blindage incliné est un type de blindage qui n'est ni en position verticale, ni en position horizontale. Il est souvent monté sur les chars et les véhicules de combat d'infanterie.

## Principes de fonctionnement
L'inclinaison d'un blindage rend plus difficile sa pénétration par les munitions antichars, telles que les obus antiblindage (pénétrateurs à énergie cinétique) et les roquettes, car ces projectiles suivent généralement une trajectoire plus ou moins horizontale. Cette meilleure protection est obtenue par trois effets principaux.
Tout d'abord, un projectile frappant une plaque de blindage à un angle différent de l'angle droit doit traverser une plus grande épaisseur de blindage. À angle droit, seule l'épaisseur de la plaque doit être percée. L'augmentation de l'inclinaison du blindage, pour une épaisseur donnée, augmente l'épaisseur mesurée dans le plan horizontal et donc la protection à traverser. La protection d'une zone est indiquée par l'épaisseur moyenne horizontale, qui est identique à la masse surfacique (dans ce cas par rapport à l'horizontale).
Si l'on augmente l'épaisseur horizontale en augmentant la pente à épaisseur constante, il faut une plaque plus longue et donc plus lourde pour protéger une zone donnée. Cette amélioration de la protection est tout simplement équivalente à une augmentation de la masse surfacique et donc de la masse, et ne peut offrir aucun avantage en matière de poids. Le blindage incliné a donc été utilisé pour les deux autres effets principaux de la pente.
Le premier réside dans le meilleur enveloppement du volume du véhicule. En général, les formes plus arrondies ont une moindre surface à volume donné. Étant donné que dans le cas d'un véhicule blindé, la surface doit être recouverte par un blindage lourd, une forme plus adaptée peut se traduire par une réduction de poids significative, ou permettre un blindage plus épais pour le même poids. Un blindage incliné approche la forme idéale arrondie.
Le second effet tient dans la déviation, la déformation et le ricochet du projectile. Lorsqu'un projectile heurte une plaque sous une incidence élevée, sa trajectoire peut être courbée, l'obligeant à traverser une épaisseur plus grande, ou il peut rebondir sur le blindage. Le projectile peut également se déformer, ce qui réduit sa capacité de pénétration. Toutefois, ces effets sont fortement dépendants des matériaux utilisés pour le blindage et des propriétés du projectile. L'inclinaison du blindage peut dans certains cas augmenter la pénétration. Les ogives à charge creuse peuvent ne pas pénétrer et même exploser en cas d'impact sous un angle très oblique.
Les inclinaisons les plus grandes sont généralement visibles sur la plaque frontale du glacis, car il se trouve du côté le plus susceptible d'être touché et parce qu'il y a plus de place dans la longueur du véhicule pour incliner le blindage.

## Le principe du blindage incliné

Une illustration sur le pourquoi un blindage incliné n'apporte pas de réduction de poids pour une surface protégée fixée. Une comparaison d'un blindage vertical à gauche et d'un blindage incliné à 45° à droite. La distance horizontale (flèches noires) est la même, mais l'épaisseur de la plaque inclinée (flèche verte) est moindre. On peut voir que la section droite du blindage et donc sa masse est la même dans les deux cas.

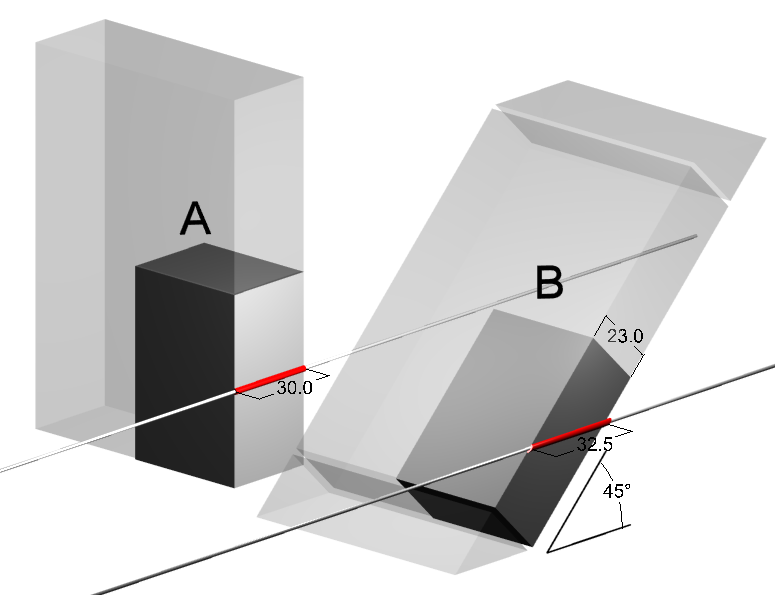
Illustration sur le fait qu'à masse donnée, la densité surfacique restant la même, la distance horizontale diminue dans le cas du blindage incliné / blindage droit.

La raison de la protection accrue généré par l'utilisation d'un blindage incliné est que, pour une épaisseur donnée, la distance horizontale (DH) que doit traverser le projectile avant de pénétrer le véhicule est augmentée.

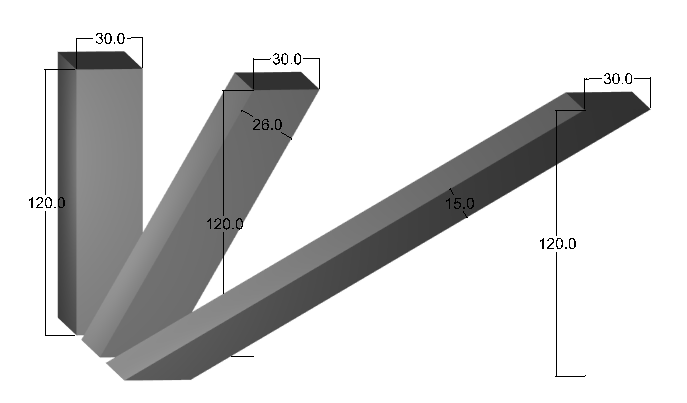
Le cisaillement se fait à volume constant

Cependant, le simple fait d'augmenter la distance horizontale n'est pas la raison de l'utilisation du blindage incliné dans la conception des véhicules blindés, car elle n'offre aucun gain de poids. En effet, à masse donnée, la densité surfacique reste constante, et donc l'épaisseur normale aussi, si bien que si on incline le blindage la distance horizontale décroit. Ceci est similaire au cisaillement d'une plaque.
Le blindage incliné offre une protection accrue pour les véhicules de combat d'infanterie par le biais de deux mécanismes principaux. Le plus important est fondé sur le fait que, pour atteindre un niveau de protection donné le volume à protéger doit être délimité par le blindage et que le blindage incliné peut permettre de réduire le rapport surface / volume, et donc permettre soit une moindre masse relative pour volume donné, soit plus de protection pour un poids donné. Si l'attaque était équiprobable quelle que soit la direction, la forme optimale serait une sphère, mais comme l'attaque horizontale est plus probable la forme idéale est un sphéroïde. Incliner un blindage plan ou utiliser un blindage arrondi issus de fonderie permet d'approcher cette forme idéale.
Des raisons pratiques font que ceci n'est, souvent, mise en place que sur le devant du véhicule, où il y a suffisamment d'espace pour la pente et où une grande partie de l'armure est concentrée, du fait que l'attaque frontale est la plus probable. Une simple pente, comme on peut le voir sur l'avant du char M1 Abrams, est représentatif de ce qui est souvent mis en œuvre.
Le second mécanisme est que les projectiles heurtant un blindage incliné sont plus susceptibles d'être déviés, de ricocher ou d'éclater à l'impact. Les armes modernes ont considérablement réduit ce deuxième effet qui, initialement, était la principale raison d'incorporer un blindage incliné dans la conception des véhicules durant la Seconde Guerre mondiale.

### L'effet du cosinus
La distance horizontale que doit franchir un projectile peut être calculée simplement. Elle est égale à l'épaisseur normale du blindage divisé par le cosinus de l'angle d'inclinaison du blindage à la perpendiculaire de la trajectoire du projectile (supposé horizontale).
{\displaystyle DH={\frac {Ep}{cos(\theta )}}}
où
- {\displaystyle DH} : Distance horizontale
- {\displaystyle Ep} : Épaisseur sur la normale
- {\displaystyle \theta } : Angle du blindage par rapport à la verticale

Ainsi, par exemple, un blindage incliné de 60° par rapport à la verticale présentera une « épaisseur horizontale » égale à deux fois l'épaisseur réelle du blindage. Lorsque l'épaisseur du blindage ou son épaisseur RHA équivalente, d'un véhicule est donnée sans indication d'inclinaison, la valeur fournie prend généralement en compte de cet effet d'inclinaison, tandis que lorsque cette valeur est donnée comme « x mm RHA pour y degrés », les effets de l'inclinaison ne sont pas pris en compte.

## Déviation
Le blindage incliné a une efficacité accrue par rapport à un blindage droit car il peut conduire à l'éclatement d'un pénétrateur à l'énergie cinétique ou une déviation de la pénétration, et ce même si la densité surfacique reste constante. Ces effets sont les plus forts lorsque le projectile a une faible masse et a un ratio longueur/largeur faible. Les obus antiblindage de la Seconde Guerre mondiale et dans les années suivantes, avaient ces propriétés si bien que le blindage incliné a donc été assez efficace durant cette période. Dans les années soixante, des pénétrateurs flèche ont été introduits, ces projectiles étaient à la fois très allongés et avaient une très grande densité.
Lorsqu'un pénétrateur à longue tige frappe un blindage incliné, et après la pénétration initiale dans l'épaisseur du blindage suivant une horizontale, il s'incline suivant une direction intermédiaire entre l'horizontale et la normale au blindage.
De plus, le pénétrateur déformé tend à agir comme un projectile d'un très grand diamètre, ce qui crée des contraintes de tension dans le blindage non encore perforé, provoquant ainsi sa rupture. Si ces effets se produisent surtout pour les pénétrateurs modernes avec des blindages incliné entre 55° et 65°, une meilleure protection serait assurée par un blindage vertical (à épaisseur égale). De plus, l'introduction du blindage céramique dans les années 1970 a diminué l'importance du principe du blindage incliné. En effet, l'armure céramique est plus performante lorsqu'elle est montée verticalement, car pour une densité surfacique donnée, son épaisseur (suivant la normale) se réduit et résiste mal et se fracture plus facilement.
Le blindage incliné peut faire ricocher le projectile, mais ce phénomène est beaucoup plus compliqué et n'est pas encore totalement prévisible. La densité du projectile, la vitesse d'impact, et le ratio longueur/diamètre sont des facteurs qui contribuent à un angle de ricochet critique élevé (l'angle sous lequel on s'attend que le ricochet apparaisse) d'un projectile à longue tige, mais les études théoriques sur le sujet ne sont pas totalement matures.

### Principes physiques de la déviation

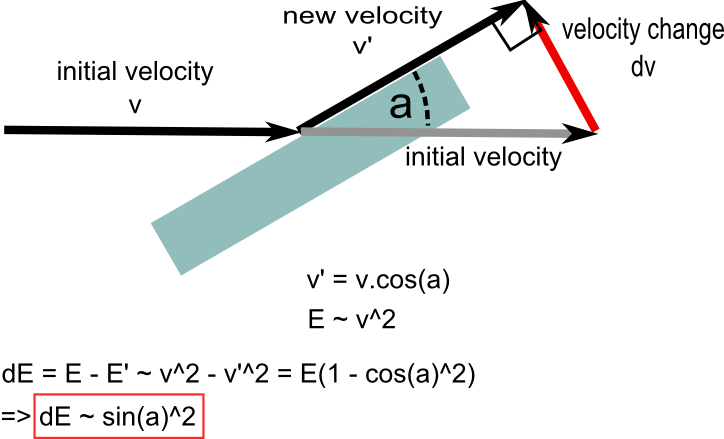
Modèle très simplifié de l'effet de l'inclinaison. L'énergie cinétique absorbée par le blindage est proportionnelle au carré du sinus de l'angle (maximal pour 90°). Le frottement et les déformations du blindage ne sont pas pris en compte

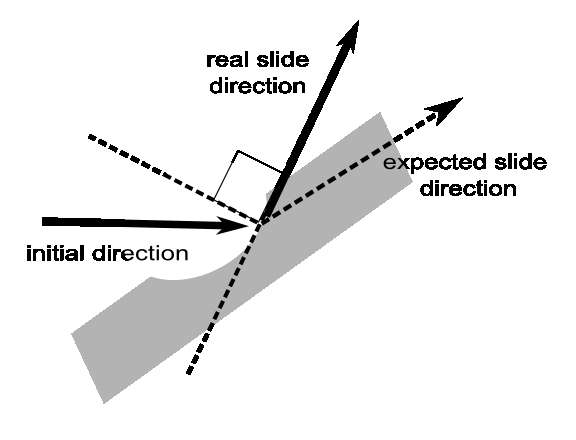
Comment le cratère causé par le projectile accroit l'angle d'incidence réel (et donc réduit l'effet de l'inclinaison du blindage)

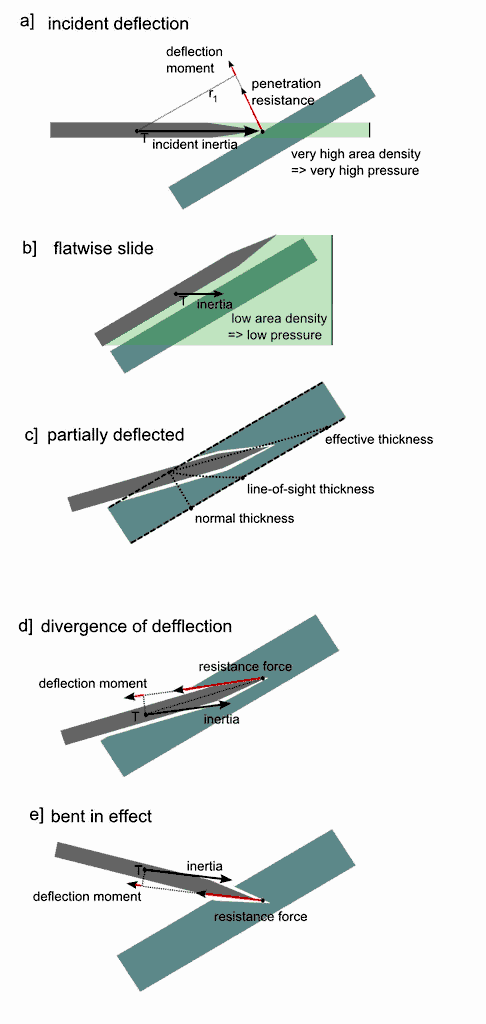
Illustrations d'effets qui peuvent se produire lors de l'impact d'un projectile sur un blindage incliné

Le comportement d'un projectile réel, et de la plaque de blindage qu'il heurte, dépend de nombreux effets et mécanismes, notamment de la structure des matériaux et de la mécanique des milieux continus, qui sont très difficiles à prévoir. Si on se tient à quelques principes de base, il n'est pas possible d'obtenir un modèle qui donne une bonne description de tous les résultats possibles. Toutefois, dans beaucoup de cas, beaucoup de ces facteurs ont un effet négligeable alors que quelques-uns sont prépondérants. Par conséquent, un modèle très simplifié peut être créé et donner une idée générale et faciliter la compréhension des principes physiques de base qui se dissimulent derrière la conception du blindage incliné.
Si le projectile se déplace très rapidement, et est dans un état d'hypervitesse, la résistance du matériau du blindage devient un paramètre négligeable - car à la suite de l'impact le projectile et le blindage vont fondre et se comporter comme des fluides - et seule sa densité surfacique devient un facteur important. Dans ce cas précis, le projectile après l'impact initial continue de pénétrer jusqu'à ce qu'il ait cessé de transférer sa quantité de mouvement à la cible. Dans ce cas, l'aire de la section, la densité et la distance horizontale (DH) sont des facteurs prépondérants. Ce cas est similaire au jet de métal causé par l'explosion de la charge creuse de munitions HEAT pénétrant un blindage. Cela constitue une bonne approximation de ce cas théorique. Par conséquent, si l'angle n'est pas très grand, et si le projectile est très dense et rapide, l'inclinaison n'a que peu d'effet et aucune déviation significative n'a lieu.
À l'autre extrême, plus le projectile est léger et est lent, plus la pente devient pertinente. Les obus antiblindage de la Seconde Guerre mondiale avaient une forme de balle et une vitesse bien inférieure à un jet de charge creuse. Un impact n'aboutissait pas à une fusion complète du projectile et du blindage (au point d'impact). Dans ce cas, la résistance du matériau du blindage devient un facteur important. Si le projectile est très léger et lent, la résistance de l'armure peut même conduire à une simple déformation élastique de celle-ci, laissant intacte la cible. Incliner le blindage impose au projectile d'avoir une vitesse d'impact supérieure pour le traverser, car lors d'un impact sur une blindage incliné seulement une partie de l'énergie cinétique est transférée à la cible, le ratio étant fonction de l'angle d'inclinaison. Lors d'une collision élastique, le projectile est réfléchi d'un angle égal à 2α (où α désigne l'angle entre la surface du blindage et de la direction incidente du projectile). Le changement de direction peut être assimilé à une décélération lorsque le projectile est arrêté dans la direction perpendiculaire à la plaque (et se déplace le long de la plaque après avoir été dévié d'un angle α), et une accélération, lorsque le projectile s'éloigne de la plaque (la vitesse le long de la plaque est considérée comme constante, car le frottement peut être négligé). Ainsi, l'énergie accumulée par la plaque peut être calculée à partir de la décélération du projectile à la suite de l'impact.
Sous l'hypothèse que seule une déformation élastique a lieu et que le blindage est solide, si le frottement est négligé, il est facile de calculer la proportion d'énergie absorbée par la cible touchée par un projectile, qui, si on ne tient pas compte des effets de déviations plus complexes, après l'impact rebondit au large (cas élastique) ou glisse le long de la plaque de blindage (cas inélastique).
Dans ce modèle très simple la partie de l'énergie absorbée par la cible dépend de l'angle de l'inclinaison du blindage :
{\displaystyle Et/Epi={sin^{2}(\alpha )}}
où
- {\displaystyle Et} : Énergie transférée à la cible
- {\displaystyle Epi} : Énergie du projectile incident
- {\displaystyle \alpha } : Angle du blindage avec la direction initiale du projectile

Toutefois, en pratique, les obus antiblindage sont assez puissants pour que les contraintes soient telles que la limite de déformation plastique soit atteinte si bien que l'élasticité de la plaque ne peut absorber qu'une petite partie de l'énergie. Dans ce cas, la plaque de blindage plastifie et une grande partie de l'énergie du projectile est dissipée dans la déformation du blindage. Dans ce cas, seule la moitié de la déviation se produit (angle α plutôt que 2α) et le projectile crée une rainure sur le blindage et glisse le long de celui-ci, plutôt que de rebondir. L'énergie dissipée par le frottement dans la zone plastifiée est également très faible en comparaison de l'énergie de déformation plastique et peut être négligée. Ceci implique que la formule ci-dessus est également valable pour les cas où le blindage subit une déformation plastique, mais en raison du rayage de la plaque un angle α (au lieu de 2α) doit être pris en compte.
Non seulement cela signifie qu'une partie de l'énergie transférée au blindage est utilisée pour l'endommager ; mais cela implique aussi que cette énergie est plus grande parce que l'angle α efficace dans la formule est maintenant supérieur à l'angle d'inclinaison du blindage. La valeur réelle de l'angle α ne peut être déduite de ce principe simple mais doit être déterminée par un modèle plus sophistiqué.
D'autre part, la déformation même entraînera aussi, en combinaison avec la pente du blindage, un effet qui diminue la pénétration de celui-ci. Bien que la déviation dans le cas où la plastification se produit, soit plus petite, elle modifiera néanmoins la trajectoire du projectile qui rainure le blindage qui à nouveau se traduira par une augmentation de l'angle entre la nouvelle surface du blindage et la direction initiale du projectile. Ainsi, le projectile doit pénétrer au travers de plus d'armure, si bien que le blindage peut absorber plus d'énergie, provoquant plus facilement le ricochet du projectile.

## Applications historiques
Le principe est bien connu depuis longtemps et utilisé sur les bâtiments de guerre (une des premières applications du blindage incliné a été sur les cuirassés à coque en fer confédérés tel que le CSS Virginia) et partiellement appliqué sur les premiers chars français Schneider CA1 durant la Première Guerre mondiale ; mais les premiers chars totalement recouverts de ce type de blindage ont été le Somua S-35 et d'autres chars de la même époque tel que le Renault R35 qui avait un blindage de la coque et de la tourelle coulé.
Il a également été utilisé avec une plus grande efficacité sur le célèbre char de combat soviétique T-34. Il s'agissait d'une réponse technologique aux canons anti-chars qui venaient d'être mis en service à ce moment et qui avaient gagné en efficacité. Le blindage incliné est devenu très à la mode après la Seconde Guerre mondiale, le symbole étant peut-être le Chieftain britannique.
Cependant, les derniers chars de combat utilisent des blindages composites, qui tendent à déformer et à abraser le pénétrateur plutôt que de le dévier, car dévier un pénétrateur long est très difficile. Ces chars, tels le Leopard 2 et le M1 Abrams, ont une apparence plus compacte. Le char israélien Merkava faisant exception.
La pertinence du blindage incliné a encore diminué en raison des attaques par le haut et de l'augmentation de la fréquence du combat urbain dans laquelle le toit des véhicules blindés de combat est souvent attaqué à partir des bâtiments élevés[réf. souhaitée].

Exemples d'inclinaison du blindage
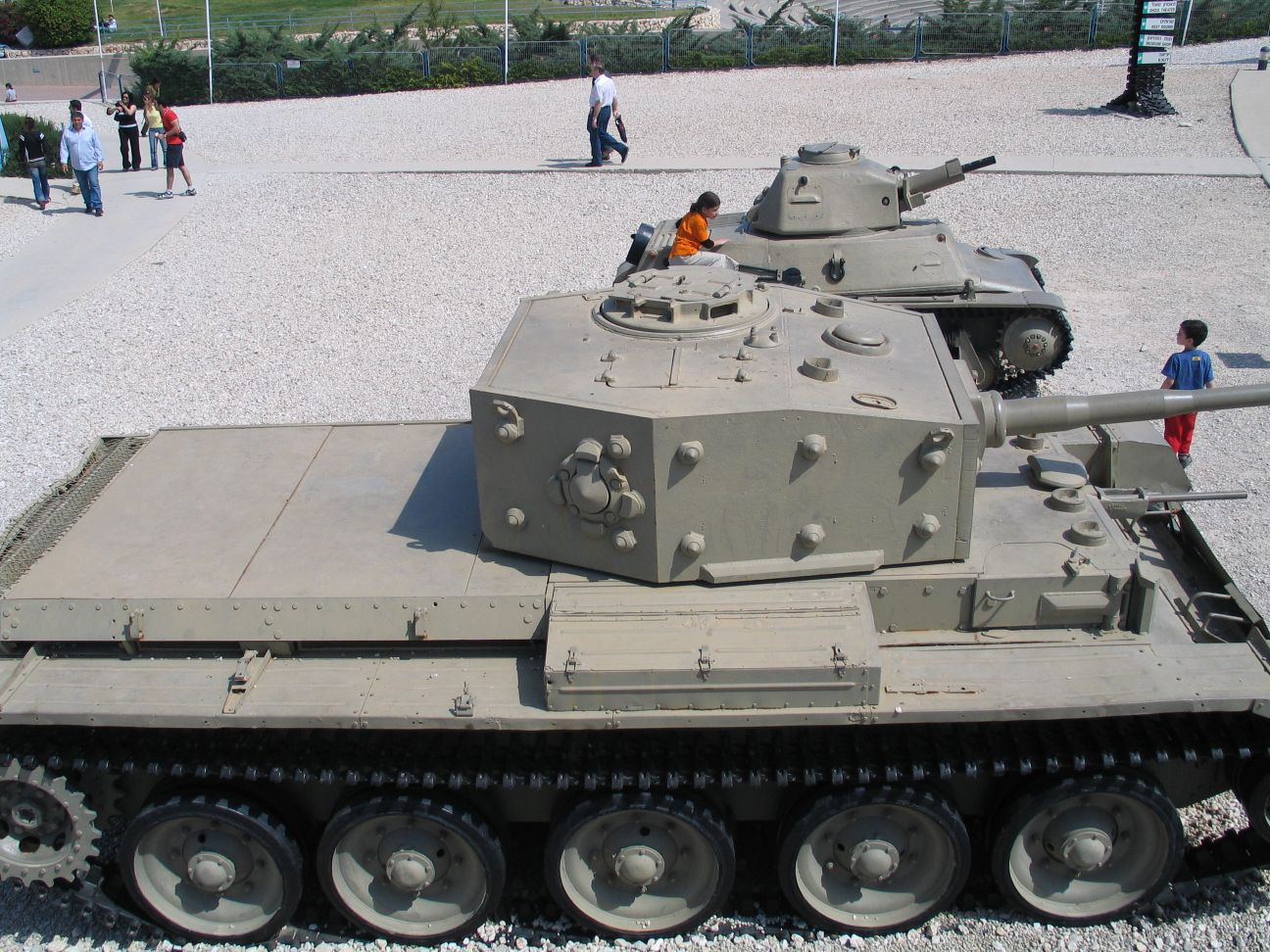
Le char britannique Cromwell (1943) avec une tourelle à faces verticales, ce qui la rend vulnérable.
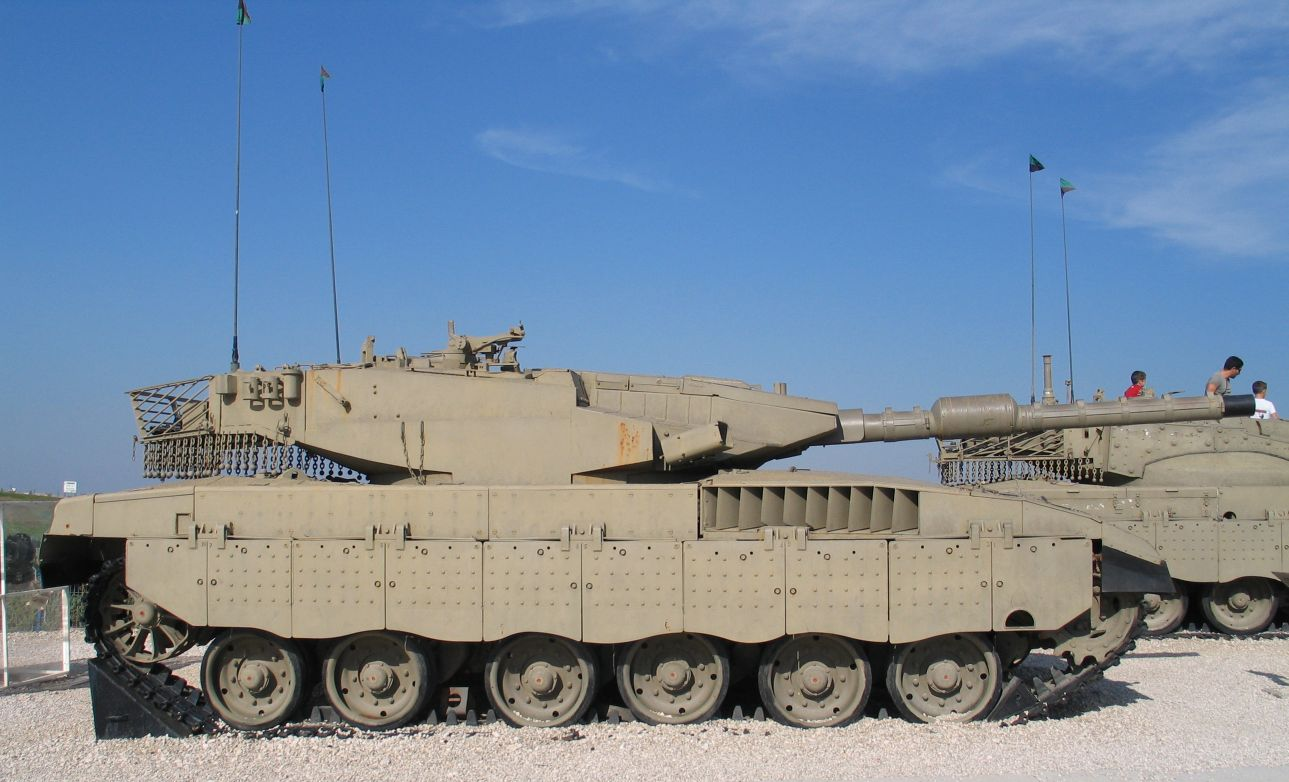
Le char Merkava conçu avec un blindage extrêmement incliné sur la tourelle